# Міжпартійна Рада
Міжпартійна Рада — координаційний орган українських партій політичних, що діяв у Львові 1921–23. Ще з 1919 у Львові відбувалися наради представників Української народної трудової партії (УНТП), Української радикальної партії, Української соціал-демократичної партії (УСДП) та Української християнсько-суспільної партії. Після 1-го міжпартійного з'їзду (3–4 червня 1921) цими партіями (за винятком УСДП) була утворена М.р., яку очолював голова Народного комітету УНТП В. Бачинський (у березні 1923 — А.Куровець). М.р. підтримувала тісні зв'язки з екзильним урядом Західноукраїнської Народної Республіки у Відні, організовувала масові акції протесту проти польської окупації, зокрема бойкот виборів 1922. Припинила діяльність після рішення Ради послів Антанти про визнання Галичини частиною Польщі в березні 1923.